# Józef Jankowski

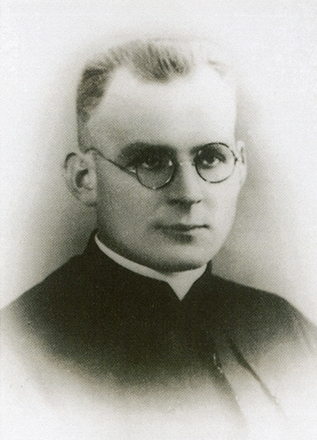
Józef Jankowski (vor 1941)

Józef Jankowski (* 17. November 1910 in Czyczkowo, Kaschubei; † 16. Oktober 1941 im KZ Auschwitz-Birkenau) war ein polnischer Pallottiner-Priester und seliggesprochener Märtyrer im Zweiten Weltkrieg.
Die Priesterweihe erhielt er 1936. Nach Beendigung eines philosophisch-theologischen Studiums am Priesterseminar der Pallottiner in Ołtarzew bei Ożarów Mazowiecki wurde er Präfekt der Schulen in Ołtarzew und Umgebung. Im September 1939 wurde er Sekretär eines Kinderhilfe-Komitees und Seelsorger für Soldaten und Zivilisten. Im Mai 1941 wurde er von der Gestapo verhaftet und nach zwei Wochen im Warschauer Pawiak-Gefängnis ins Lager Auschwitz „überstellt“ (mit demselben Transport wie Maximilian Kolbe). In Auschwitz erlag Józef Jankowski den Lagerbedingungen und besonderen Torturen.
Papst Johannes Paul II. sprach Jankowski als einen von 108 Märtyrern des Zweiten Weltkriegs am 13. Juni 1999 in Warschau selig, zusammen mit einem zweiten Pallottiner, Priester Józef Stanek.
Józef Jankowski ist Patron der Stadt und Gemeinde Brusy wie von Ożarów Mazowiecki sowie des Dekanats Laski.
Die Grundschule von Czyczkowo in Kaschubei ist nach ihm benannt.